# Pietro da Verona
Pietro da Verona, o Pietro Martire,  al secolo Pietro Rosini (Verona, 1205 circa – Seveso, 6 aprile 1252), è stato un predicatore appartenente all'Ordine domenicano, proclamato santo da papa Innocenzo IV nel 1253.

## Biografia
Nacque a Verona da famiglia catara. Compì i suoi studi all'Università di Bologna e decise di entrare a far parte dell'Ordine dei Frati Predicatori al tempo in cui Domenico di Guzmán era vivente. È ricordato in particolare per la sua tenace opposizione alle eresie, soprattutto nei confronti di quella catara.
Nel 1232 fu inviato da Gregorio IX in Lombardia, dove l'eresia catara era largamente radicata e praticata, con mandato e compito di reprimere l'eresia. Fece il suo ingresso nel convento di Sant'Eustorgio e pare che subito abbia fondato un'associazione di militanti detta "Società della Fede" o "dei Fedeli", impegnata nella lotta contro i catari, ma di tale fondazione non vi sono riscontri storici certi. Pietro e i domenicani ottennero presto risultati grazie all'appoggio dei rappresentanti del Comune.
Nel 1240 divenne priore del convento domenicano di Asti; nel 1241 priore in quello di Piacenza.

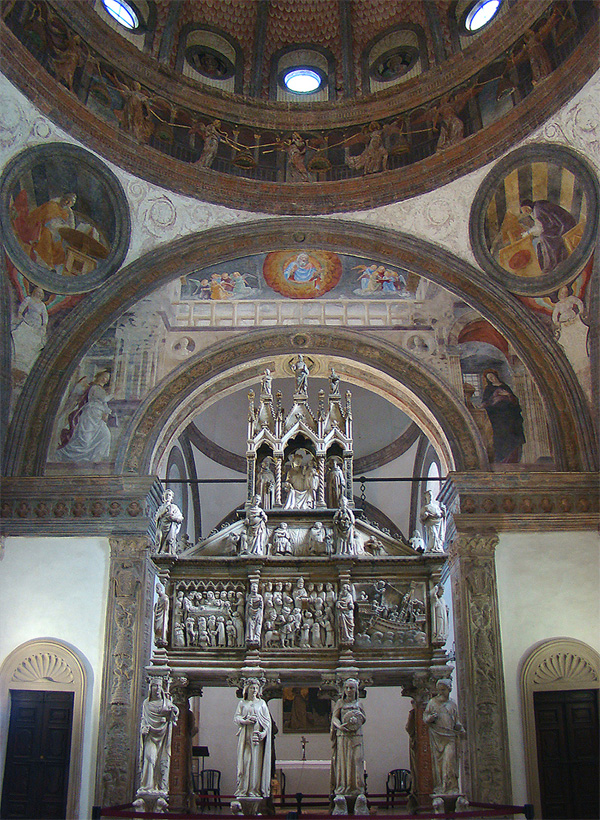
Sepolcro di Pietro da Verona nella Basilica di Sant'Eustorgio, Milano

Alla fine del 1244 fu inviato a Firenze, dove cominciò a predicare nella chiesa di Santa Maria Novella. Qui, nell'ambito delle sue iniziative per controbattere l'eresia, fondò anche una "Sacra Milizia" (o "La società di Santa Maria") che ebbe il sostegno del popolo minuto, anche se di questa "fondazione" non pare vi siano riscontri storici certi.
Lo scontro inevitabile si ebbe quando Pietro e gli inquisitori domenicani ottennero la condanna degli eretici fiorentini Baroni e del podestà bergamasco che li proteggeva: secondo le Croniche dell'arcivescovo Antonino Pierozzi (Sant'Antonino da Firenze), in tale occasione avrebbero avuto luogo gli scontri cosiddetti "del Trebbio" e di "Santa Felicita", (dal nome dei luoghi dove si svolsero e dove oggi si trovano due colonne celebrative erette alla fine del Trecento, rispettivamente la Colonna della Croce al Trebbio e la Colonna di Santa Felicita). 
La tradizione vuole che a Firenze Pietro abbia fondato la Venerabile Arciconfraternita della Misericordia di Firenze, anche se, pure in questo caso, non pare vi siano riscontri storici certi. Papa Innocenzo IV nel 1251 lo nominò inquisitore per le città di Milano e Como. L'azione predicatrice di Pietro da Verona si svolse anche in Romagna, con alcuni suoi efficaci interventi: nell'inverno del 1249, fra gennaio e marzo, in veste di paciere fra le città di Faenza, Cervia e Rimini, e nello stesso anno, con l'imposizione ai comuni di Faenza e Cervia di rimettere alla città di Cesena i danni di guerra. Nel triennio 1249-1251 e poi a Piacenza nel 1250, Pietro da Verona fu presente con una certa assiduità a Cesena, probabilmente non per sua iniziativa, ma per volere o del cardinal legato Ottaviano Ubaldini o di Innocenzo IV stesso, che nell'ottobre del 1251, di ritorno dalla Francia, sostò proprio a Cesena per consolidare i progressi del guelfismo romagnolo. 
Il domenicano chioggiotto Pietro Calò, che scrive agli inizi del XIV secolo, ci fornisce alcune importanti informazioni: 
(Storia della Chiesa di Cesena I/1, pp. 190-191, 1998)
A Como, divenne priore del convento di San Giovanni in Pedemonte, un tempo situato laddove oggi sorge la stazione ferroviaria di Como San Giovanni.
Nel 1252 venne assassinato da alcuni sicari con un falcastro nella foresta di Seveso, precisamente nel territorio che oggi è nel comune di Barlassina (nel luogo del martirio, al confine col comune di Seveso, ora è presente una piccola cappella), mentre si recava a piedi da Como a Milano. Le agiografie riportano che intinse un dito nel proprio sangue e con esso scrisse per terra la parola "Credo", cadendo poi morto. Un suo confratello, Domenico, che si trovava insieme a lui, fu pugnalato mentre tentava di fuggire e morì dopo alcuni giorni di agonia.
Uno degli attentatori, Carino Pietro da Balsamo, l'uccisore effettivo di Pietro, si pentì del gesto e in seguito morì in fama di santità presso il convento dei domenicani di Forlì, avendo come padre spirituale il beato Giacomo Salomoni. Anche Carino ha oggi il titolo di beato, e il suo corpo è stato conservato fino al 1964 nella cattedrale di Forlì e poi spostato presso la Chiesa Parrocchiale di San Martino in Balsamo (Cinisello Balsamo, MI).

## Martirologio Romano
«Presso Milano, passione di san Pietro da Verona, sacerdote dell'Ordine dei Predicatori e martire, che, nato da genitori seguaci del manicheismo, abbracciò ancor fanciullo la fede cattolica e divenuto adolescente ricevette l'abito dallo stesso san Domenico; con ogni mezzo si impegnò nel debellare le eresie, finché fu ucciso dai suoi nemici lungo la strada per Como, proclamando fino all'ultimo respiro il simbolo della fede».

## Culto

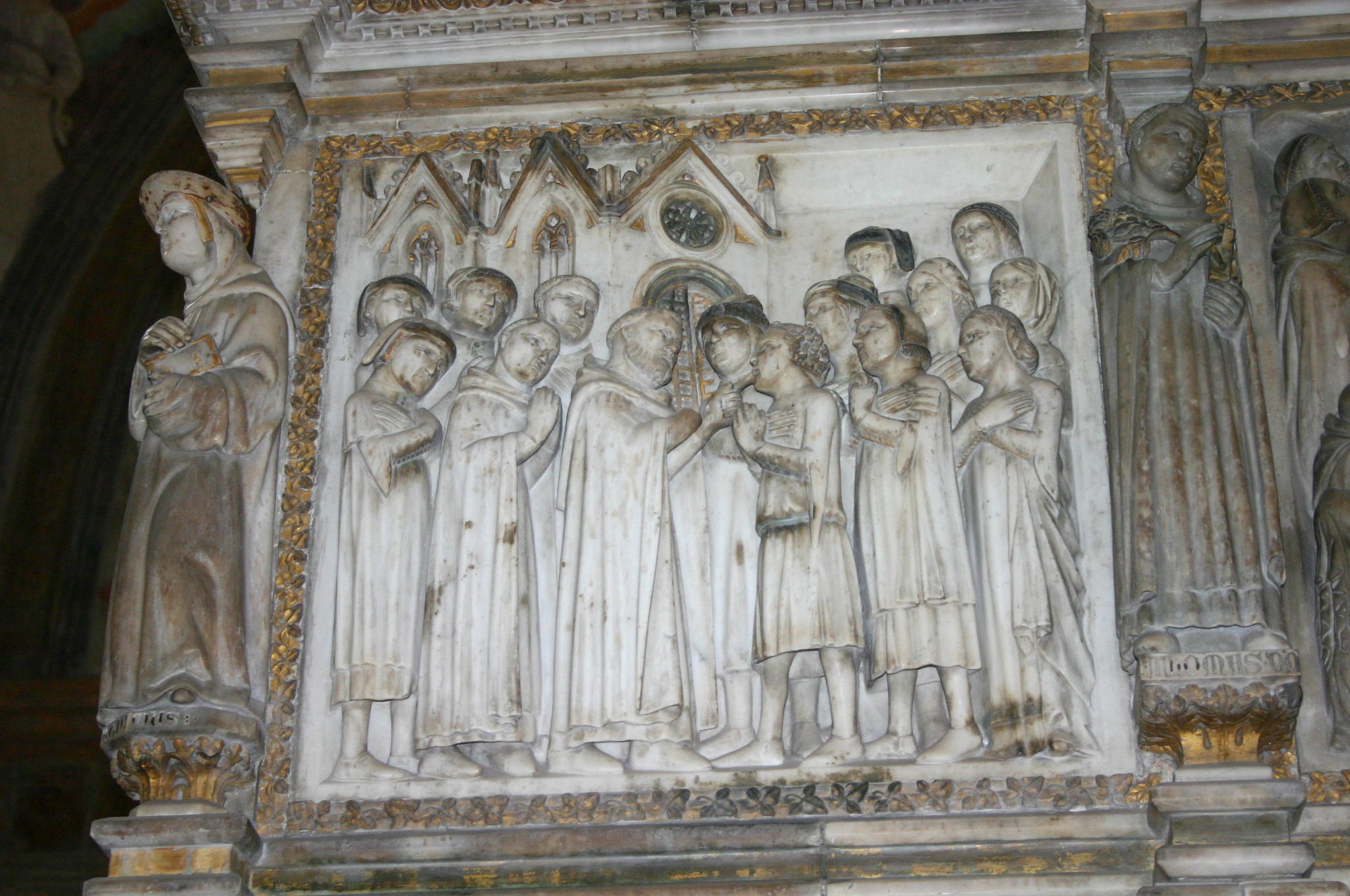
Scena della vita di Pietro: miracolo della guarigione del muto. Formella del rilievo sul retro dell'Arca di San Pietro Martire nella Cappella Portinari della Basilica di Sant'Eustorgio.

Pietro venne canonizzato da papa Innocenzo IV il 24 marzo 1253 con la bolla Magnis et crebris. Il coltello usato per ucciderlo è conservato a Seveso, presso il Santuario a lui dedicato. È sepolto nell'Arca di san Pietro Martire conservata all'interno della Basilica di Sant'Eustorgio a Milano, nella Cappella Portinari.
La commemorazione liturgica di San Pietro martire fu inizialmente fissata il 29 aprile; poi, durante la riforma liturgica, per evitare sovrapposizioni con la festa dedicata a santa Caterina da Siena (anticipata di un giorno dal 30 al 29 aprile), fu spostata al 4 giugno, giorno della solenne traslazione, avvenuta nel 1340, nel sepolcro attuale, realizzato da Giovanni di Balduccio tra il 1335 e il 1339. Attualmente è stata fissata al 6 aprile, suo dies natalis, mentre nella messa tridentina del rito romano si continua a rispettare la data del 29 aprile. 
L'adozione del Rosario come forma popolare di preghiera da parte delle numerose Confraternite fondate da Pietro da Verona ne favorì la gran diffusione, al punto che la sua "invenzione" venne anche erroneamente attribuita a san Domenico di Guzmán.
È tra l'altro invocato contro il mal di testa.

## Iconografia
L'arte lo raffigura di solito in abito domenicano con un libro in una mano, la palma del martirio nell'altra e con il capo trafitto da una roncola o un grosso coltello.

### Dipinti su San Pietro Martire

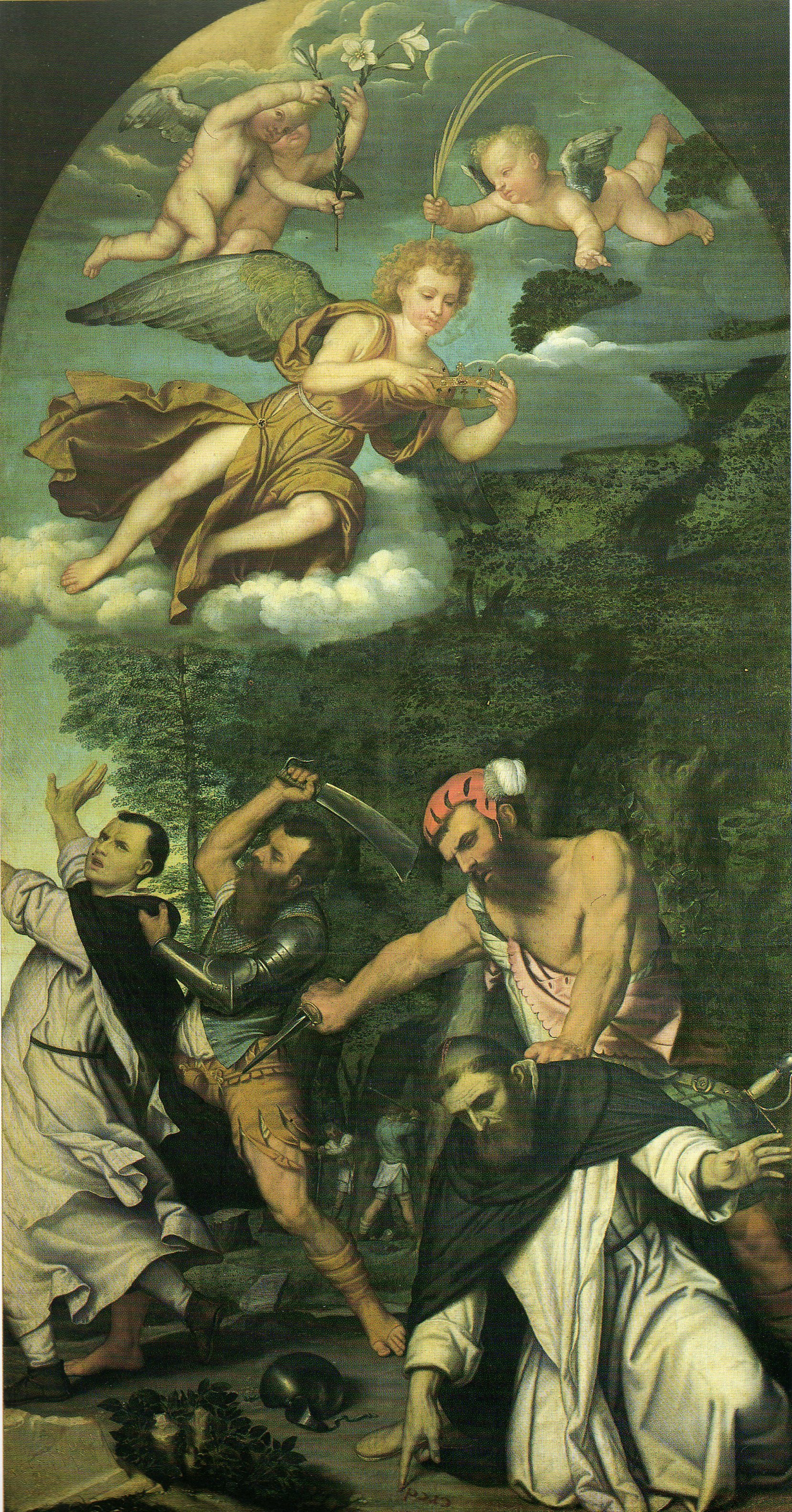
Martirio di san Pietro da Verona,  del Moretto, Pinacoteca Ambrosiana
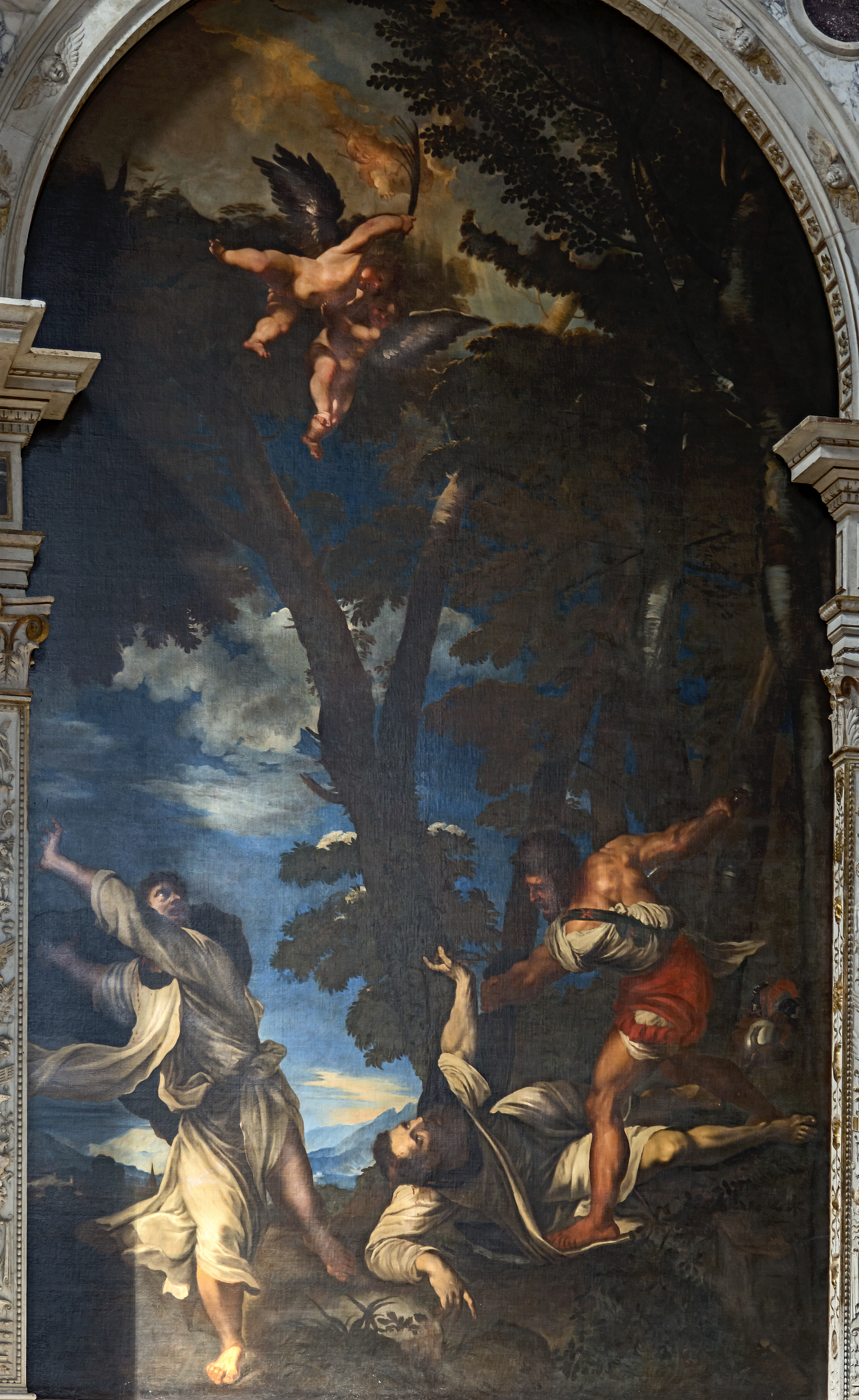
Martirio di san Pietro da Verona del Tiziano, distrutto da un incendio nella basilica dei Santi Giovanni e Paolo a Venezia
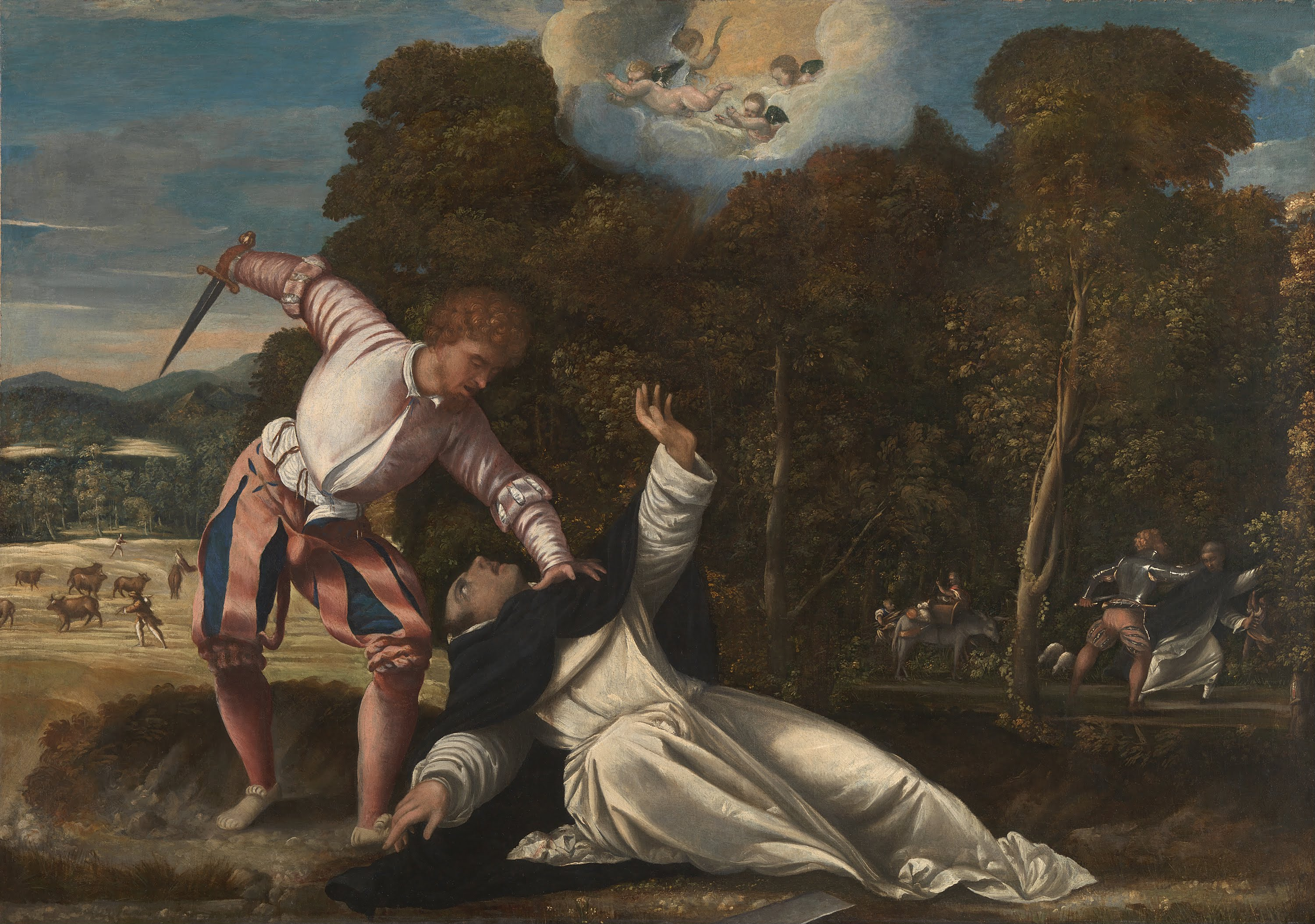
Morte di san Pietro Martire, attribuito a Bernardino da Asola, National Gallery, Londra
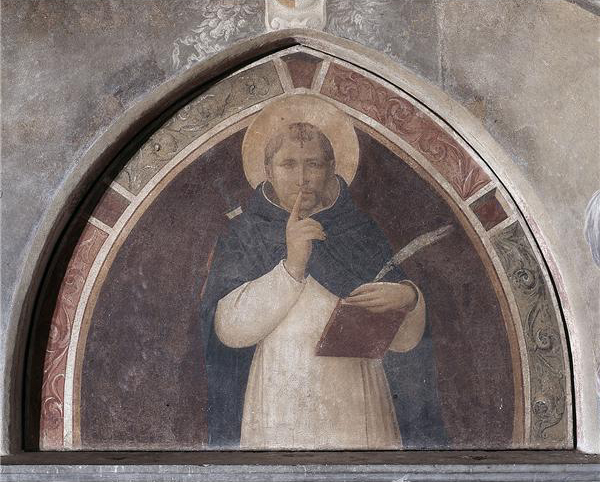
San Pietro Martire che ingiunge il silenzio, affresco del Beato Angelico, Museo San Marco, Firenze
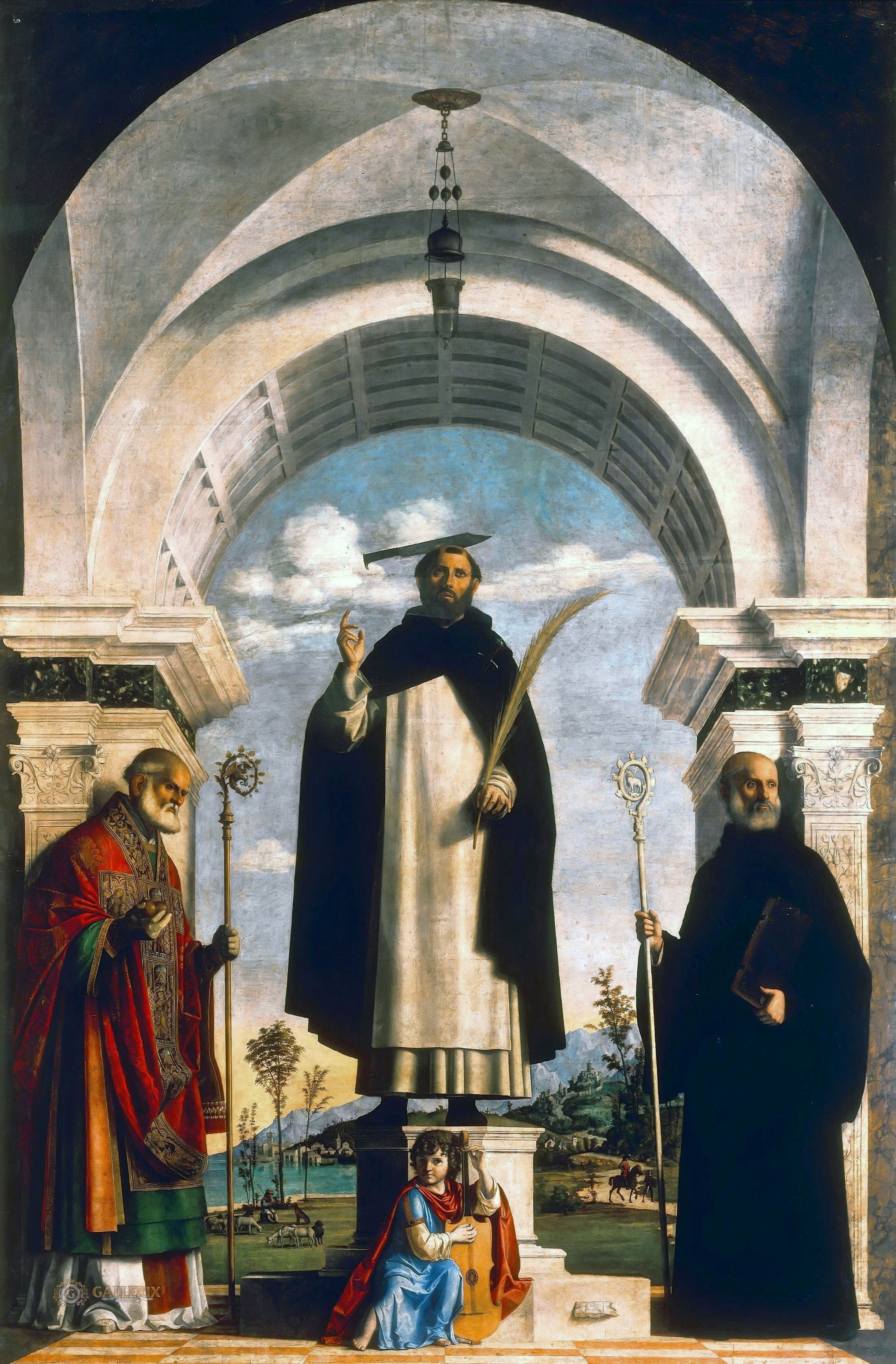
San Pietro martire tra i santi Nicola e Benedetto di Cima da Conegliano, Pinacoteca di Brera, Milano
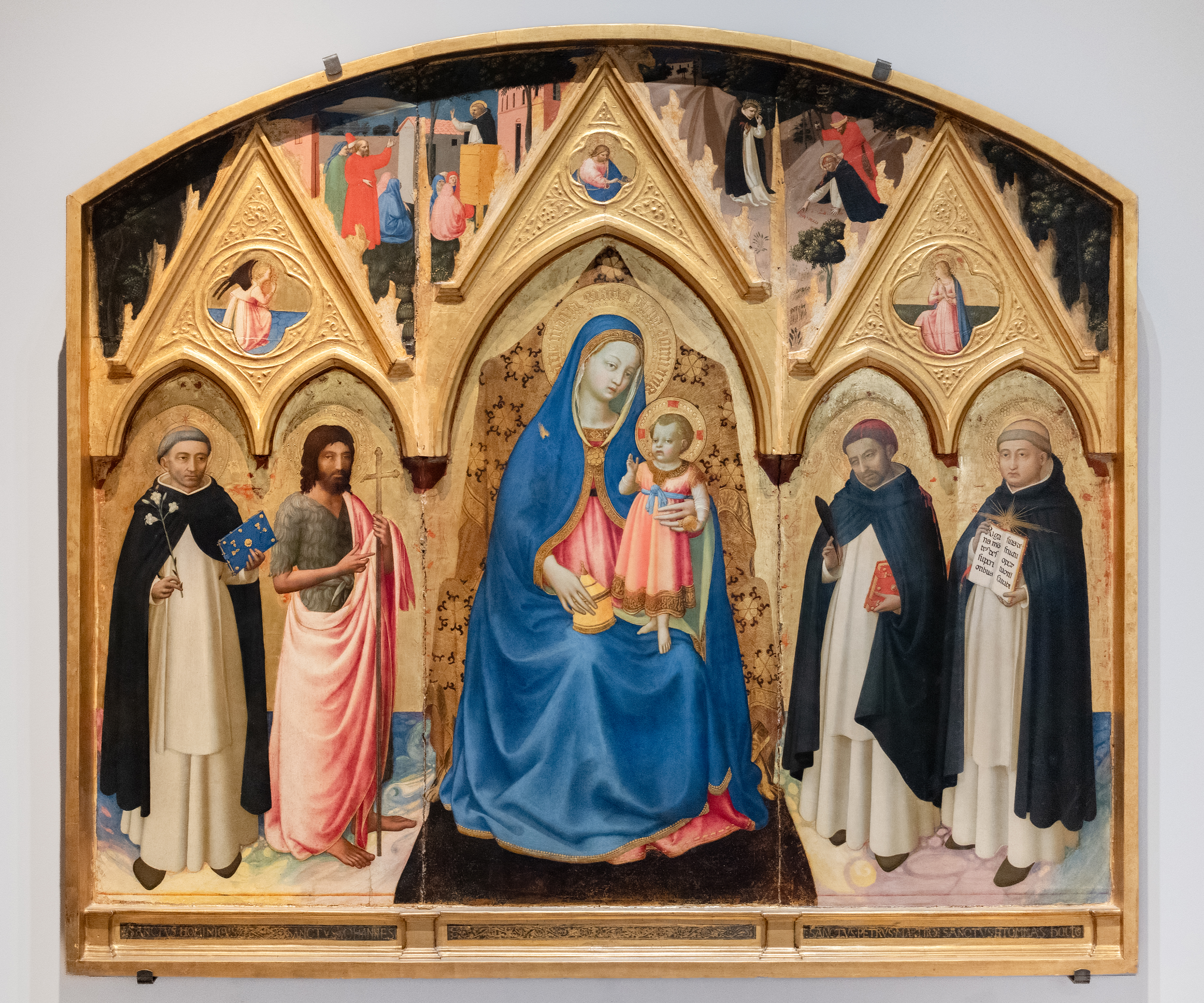
Trittico di san Pietro martire, del Beato Angelico (San Pietro è il secondo da destra), Museo San Marco, Firenze
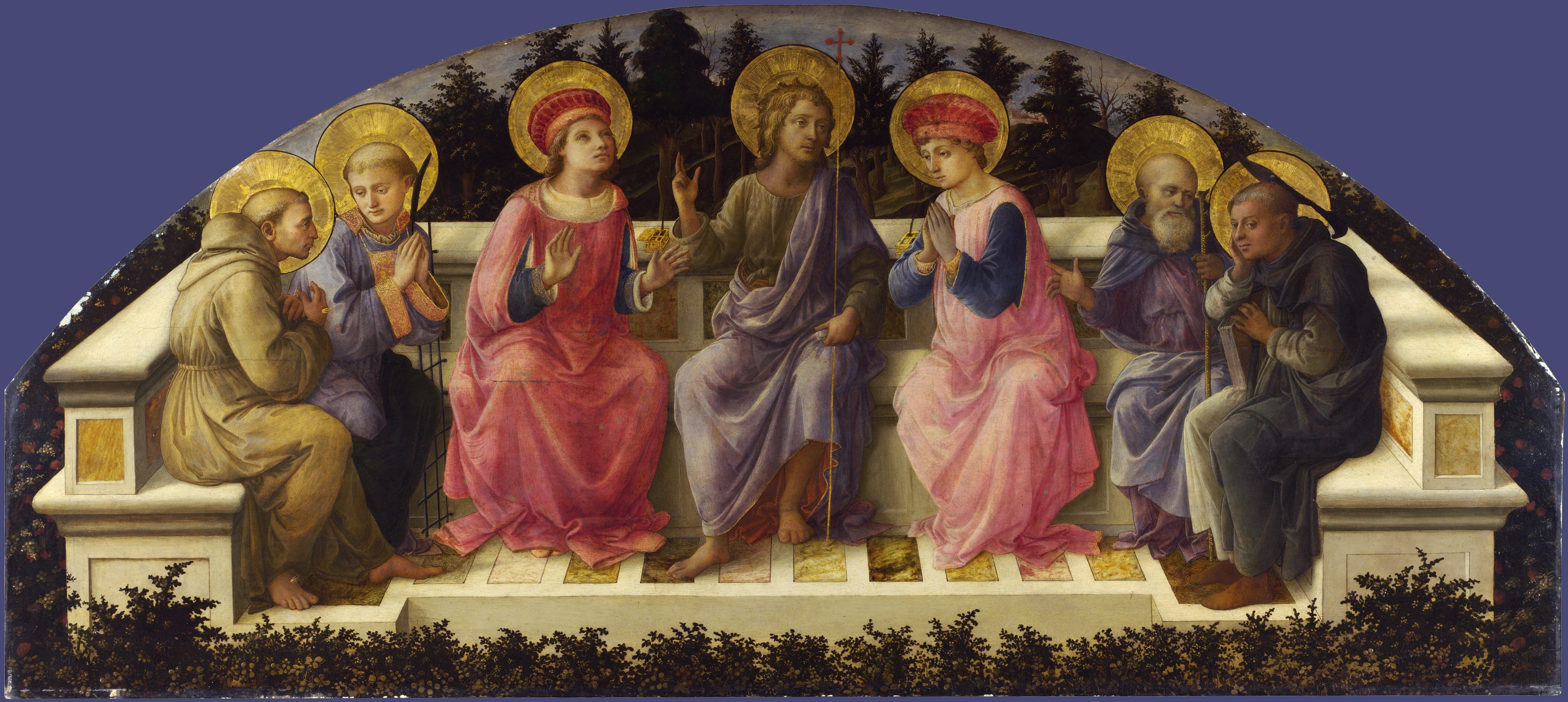
Sette santi (san Pietro Martire è il primo a destra), di Filippo Lippi, National Gallery, Londra
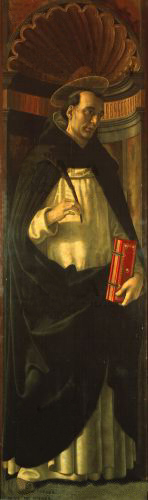
Dalla Pala Tornabuoni del Ghirlandaio, Fondazione Magnani Rocca, Traversetolo (Parma)